# Dipterocarpus lamellatus
Dipterocarpus lamellatus là một loài thực vật có hoa trong họ Dầu. Loài này được Hook.f. mô tả khoa học đầu tiên năm 1862.